# Show Aéreo del Caribe
El Show Aéreo del Caribe o Caribbean Air Show es un evento de exhibición de vuelo. Se celebra cada tres o cuatro años en Santo Domingo, República Dominicana. A esas exhibiciones aéreas asisten países como Alemania, Brasil, Canadá y Estados Unidos.

## Razones por la que fue celebrada
En el año 1911, el ingeniero dominicano Zoilo Hermogenes Garcia invento el primer y único poliplano en República Dominicana. El interés del ingeniero García era poder venir volando al país en su maravilloso invento, pero razones económicas se lo impidieron, ya que el poliplano contaba con un pequeño motor de 50HP y para la travesía necesitaba uno de 100 HP", relata la entidad que agrupa a los pilotos criollos

## Accidente
El domingo 7 de abril de 2013, el show tuvo que ser cancelado debido a un siniestro en el inicio del evento en el cual perdieron la vida los pilotos de la Fuerza Aérea Dominicana (FAD) Carlos Manuel Guerrero y Rafael Eduardo Sánchez, cuando intentaron realizar un giro en picada de 360 grados en un avión tipo Pillan T-35B, el cual cayó en aguas del mar Caribe a unos 500 m de la costa, destruyéndose en pedazos ante miles de espectadores.

## Aviones
Locales
| Aeronave                     | Fuerza Aérea            | Tipo    | Versiones | Cantidad | Notas                                        |         |
| Aviones                      | Aviones                 | Aviones | Aviones   | Aviones  | Aviones                                      | Aviones |
| ---------------------------- | ----------------------- | ------- | --------- | -------- | -------------------------------------------- | ------- |
| Embraer EMB 314 Super Tucano | Fuerza Aérea Dominicana |         |           | 8        | Ataque y combate                             |         |
| ENAER Pillán                 | Fuerza Aérea Dominicana |         |           | 6        | Entrenamiento                                |         |
| CASA C-212 Aviocar           | Fuerza Aérea Dominicana |         |           | 3        | Transporte de tropas o cargamento militar.   |         |
| Helicópteros                 |                         |         |           |          |                                              |         |
| Bell UH-1N Iroquois          | Fuerza Aérea Dominicana |         |           | 7        | Helicóptero utilitario Y Misiones especiales |         |
| OH-58                        | Fuerza Aérea Dominicana |         |           | 4        | Helicóptero Patrullaje Y Ataque.             |         |
| Eurocopter AS365 Dauphin     | Fuerza Aérea Dominicana |         |           | 1        | presidencial                                 |         |

Internacionales
| Aeronave                 | Fuerza Aérea                       | Tipo    | Cantidad | Notas                                        |         |         |
| Aviones                  | Aviones                            | Aviones | Aviones  | Aviones                                      | Aviones | Aviones |
| ------------------------ | ---------------------------------- | ------- | -------- | -------------------------------------------- | ------- | ------- |
| F-15 Strike Eagle        | Fuerza Aérea de los Estados Unidos |         | 2        | Caza                                         |         |         |
| A-10 Thunderbolt II      | Fuerza Aérea de los Estados Unidos |         | 2        | Ataque ligero                                |         |         |
| E-3 Sentry               | Fuerza Aérea de los Estados Unidos |         | 1        | alerta temprana y control aerotransportado   |         |         |
| C-130 Hércules           | Fuerza Aérea de los Estados Unidos |         | 1        | Transporte de tropas o cargamento militar    |         |         |
| Helicópteros             |                                    |         |          |                                              |         |         |
| UH-60 Black Hawk         | Fuerza Aérea de los Estados Unidos |         | 4        | Helicóptero utilitario Y Misiones especiales |         |         |
| Eurocopter HH-65 Dolphin | Guardia Costera de Estados Unidos  |         | 1        | Rescate                                      |         |         |

Acrobáticos
| cabanas aerobatics.                                   | Estados Unidos |  |  | 1 |
| Rob Holland Ultimate Airshows                         | Estados Unidos |  |  | 1 |
| Willian "Skip" Stewart                                | Estados Unidos |  |  | 2 |
| Jack Knutson Aerobatic                                | Estados Unidos |  |  | 1 |
| Greg Shelton Airshow (Wingwalking)                    | Estados Unidos |  |  | 1 |
| Iron Eagles Aerobatics                                | Estados Unidos |  |  | 2 |
| Team Aerostar                                         | Estados Unidos |  |  | 3 |
| Lima Lima flight Team                                 | Estados Unidos |  |  | 6 |
| Firebirds Extreme (Dual , Rob Rolland y Jack Knutson) | Estados Unidos |  |  | 3 |

## Ediciones
- Show Aéreo del Caribe 2002: Primer Show Aéreo del Caribe
- Show Aéreo del Caribe 2008: 60 Aniversario de la Fuerza Aérea Dominicana
- Show Aéreo del Caribe 2011: 100 Años de la Aviación Dominicana
- Show Aéreo del Caribe 2013: Bicentenario de Juan Pablo Duarte